# Lyubomir Hranov
Lyuben Hranov (bulgare : Любен Хранов) (né le 2 juillet 1923 en Bulgarie - mort le 27 août 2011) est un footballeur bulgare.

## Biographie
Hranov commence à jouer au football dans pour le grand club bulgare du ZhSK Sofia avant de rejoindre le PFK Levski Sofia. 
Il remporte à cinq reprises le championnat de Bulgarie et trois fois la coupe de Bulgarie. Il est également connu pour avoir terminé meilleur buteur du championnat bulgare lors de la saison 1950 avec onze buts.
Il a en tout joué deux matchs en sélection avec l'équipe de Bulgarie.